# Fran García (labdarúgó, 1999)
Fran García (Bolaños de Calatrava, 1999. augusztus 14. –) spanyol válogatott labdarúgó, a Real Madrid hátvédje.

## Pályafutása

### Klubcsapatokban
García a spanyolországi Bolaños de Calatrava városában született. Az ifjúsági pályafutását a helyi Bolaños csapatában kezdte, majd a Real Madrid akadémiájánál folytatta.
2018-ban mutatkozott be a Real Madrid tartalékkeretében. A 2020–21-es szezonban a Rayo Vallecano csapatát erősítette kölcsönben. 2021. július 13-án négyéves szerződést kötött az első osztályban szereplő Rayo Vallecano együttesével. Először a 2021. augusztus 15-ei, Sevilla ellen 3–0-ra elvesztett mérkőzésen lépett pályára. Első gólját 2022. február 18-án, az Elche ellen idegenben 2–1-es vereséggel zárult találkozón szerezte meg. 2023. július 1-jén a Real Madrid csapatához igazolt.

### A válogatottban
García az U16-ostól az U21-esig minden korosztályos válogatottban képviselte Spanyolországot.

## Statisztikák
2023. június 4. szerint
| Klub           | Szezon   | Osztály          | Bajnokság | Bajnokság | Kupa és Ligakupa | Kupa és Ligakupa | Nemzetközi | Nemzetközi | Összesen | Összesen |
| Klub           | Szezon   | Osztály          | Meccs     | Gól       | Meccs            | Gól              | Meccs      | Gól        | Meccs    | Gól      |
| -------------- | -------- | ---------------- | --------- | --------- | ---------------- | ---------------- | ---------- | ---------- | -------- | -------- |
| Rayo Vallecano | 2020–21  | Segunda División | 41        | 1         | 2                | 1                | —          | —          | 43       | 2        |
| Rayo Vallecano | 2021–22  | La Liga          | 34        | 1         | 5                | 0                | —          | —          | 39       | 1        |
| Rayo Vallecano | 2022–23  | La Liga          | 38        | 2         | 2                | 0                | —          | —          | 40       | 2        |
| Rayo Vallecano | Összesen | Összesen         | 113       | 4         | 9                | 1                | 0          | 0          | 122      | 5        |
| Összesen       | Összesen | Összesen         | 113       | 4         | 9                | 1                | 0          | 0          | 122      | 5        |

## Sikerei, díjai
Rayo Vallecano
- Segunda División
  - Feljutó (1): 2020–21